# Antares de la Luz
Ramón Gustavo Castillo Gaete (Santiago, Chile; 20 de diciembre de 1977-Cuzco, Perú; 1 de mayo de 2013) fue un asesino y líder sectario chileno que afirmaba ser la segunda venida de Cristo bajo el nombre de Antares de la Luz.
Adquirió gran notoriedad en los medios de comunicación chilenos y mundiales en abril de 2013, cuando se descubrió que en noviembre del año anterior su secta había quemado vivo a un recién nacido como parte de un ritual para salvarse del fin del mundo que, según ellos, se aproximaba.

## Primeros años
Castillo fue el segundo de tres hermanos, el único hombre de su familia e hijo de padres separados, Ramón Arquimedes Castillo Ibarbe y María de la Luz Gaete Drago. Estudió en los colegios Alexander Fleming en Las Condes, el Teresiano Enrique de Ossó en La Reina y el Liceo Lenka Franulic de Ñuñoa, y llegó a ser subjefe de tropa en los grupos de escultismo Santo Tomás Moro de Peñalolén y Ñuñoa.
Estudió pedagogía en música en la Universidad Metropolitana de Ciencias de la Educación. Recibió clases de clarinete y flauta traversa en el Liceo Antonio Hermida Fabres, ubicado en la población Lo Hermida, entre 2001 y 2006, donde también se desempeñó como profesor de música. Además, formó parte del grupo musical llamado Amaru, con el que viajó a Perú, Bolivia, Ecuador y China, tocando el clarinete, la zampoña y la quena.

### Cambio psicológico
En 1995 evitó realizar el servicio militar con ayuda de una tía, la cual aparentemente era psicóloga o psiquiatra, presentándose como un loco luego de haberse rapado la cabellera. Al presentar sus documentos, adoptó una actitud fuera de lo común con una mirada fija y mística, tocando las armas de fuego de los soldados, los cuales dejaron que se marchara pensando que estaba mal psicológicamente.[cita requerida] Sin embargo, desde ese momento mantuvo esa postura anormal en su vida, se alejó de su familia y se volvió muy conflictivo. En diciembre de 2006, en un viaje con su grupo Amaru a China, se interesó por la medicina oriental e instrumentos musicales del lugar. Luego de varios meses, se denominó a sí mismo como "Antares de la Luz" en referencia a la estrella más brillante de la Constelación de Escorpión, debido a una supuesta revelación espiritual. Poco después se obsesionó por los temas sobre extraterrestres y era firme en las decisiones que tomaba. Debido a su extraño comportamiento, mantuvo riñas con su grupo musical, llegando a separarse del mismo.

## Secta
En 2009 conformó un grupo de sanación que más tarde se convertiría en una secta (llamada por la prensa "Secta de Colliguay"), con los que compartía departamento en la comuna de Las Condes (Santiago). En 2010 se trasladaron a Olmué (Región de Valparaíso), donde consiguieron más adeptos, y luego en 2011 se mudaron a San José de Maipo (Región Metropolitana). En noviembre se fueron a Concón (Región de Valparaíso) y un mes después a Mantagua, a pocos kilómetros al norte, donde meditaban consumiendo ayahuasca. El grupo, siguiendo las órdenes de Antares, realizaba sacrificios de animales por considerarlos seres malignos. También seguían una dura rutina de trabajo y meditación impuesta por el líder, con lo que recaudaban dinero para financiar su estilo de vida. Además, a modo de castigo les propinaba varillazos y golpizas, con lo que supuestamente purificaba el alma de sus seguidores.  
Castillo estaba convencido de ser la reencarnación de Dios y sus prácticas consistían en ciertas lecturas bíblicas, la lectura de los textos de Carlos Castaneda, ver distintas películas y series en las que supuestamente se veía representado, y además mantener relaciones sexuales forzadas con todas las mujeres de la secta. Ramón consideraba que a través de la eyaculación podía liberar de su cuerpo toda la maldad que había acumulado, por ende necesitaba tener relaciones constantemente. En caso de que un hijo naciera por causa de dichos actos, tendría que morir por ser el Anticristo que traería el fin del mundo, ya que había sido creado a partir de esa maldad. 

### Sacrificio humano
El 21 de noviembre de 2012, Natalia Guerra Jequier, una de sus seguidoras desde los inicios de la secta, dio a luz a un niño en una clínica de Viña del Mar. Este bebé fue resultado de los abusos sexuales que ella sufrió, muchas veces también bajo los efectos de la ayahuasca que Antares la forzó a beber. Natalia lo nombró Jesús Guerra Guerra. Inicialmente, se había ordenado que el parto fuera natural y en Colliguay, o bien a través de una cesárea practicada por los integrantes en la parcela. Sin embargo, luego de dos días de trabajo de parto y del consumo forzado de ayahuasca, Natalia fue trasladada a la clínica. Su hijo nació sano, pese a todo lo anterior y a haber vivido la gestación encerrada en una casa en Los Andes, siendo alimentada cada dos días. 
Al día siguiente,Natalia y Jesús fueron dados de alta. El 23 de noviembre, en una localidad de Colliguay, en el área de Quilpué, Castillo Gaete sacrificó a su hijo, quemándolo vivo en un rito celebrado junto a sus seguidores. La secta permaneció en el lugar hasta el 21 de diciembre de 2012, fecha en la que supuestamente se acabaría el mundo, para constatar que lo que hicieron resultó. Llegada la fecha, toda la secta se reunió en un ritual marcado por la ingesta de ayahuasca, algo rutinario para ellos. Sin embargo, viendo que sus profecías no se cumplían, Castillo anuncia la reprogramación del fin del mundo, para el 21 de abril de 2013. Castillo da aviso a sus seguidores, agregando que deben todos trasladarse a Ecuador, donde esperarán la consumación de sus profecías. Dos de sus seguidores, deciden salir de la secta, considerando la falsedad de sus profecías y el asesinato de un recién nacido; uno de ellos era el principal sostenedor económico del grupo, derivando en el cambio de locación de la secta a San Francisco de Mostazal.

## Muerte
Luego de que se conociera el caso en abril de 2013, se convirtió en la persona más buscada por todas las autoridades de Chile. Luego Perú se unió a la persecución, pues se temía que hubiera emigrado al país vecino. Semanas después, Ecuador se sumó a la búsqueda de Ramón Castillo Gaete. Finalmente fue hallado muerto en una casa abandonada de la ciudad de Cuzco, Perú, el 1 de mayo de 2013 a la edad de 35 años, después de que se ahorcara al verse acorralado por las autoridades de dicho país. Su cadáver se encontraba en perfecto estado, por lo que quedó demostrado que se suicidó. Se encontraron en sus manos y bolsillos hojas de coca seca con las que se alimentaba durante los días que permanecía oculto. La hermana del líder de la secta, Daniela Castillo Gaete, solicitó la repatriación del cuerpo de su hermano al Ministerio de Relaciones Exteriores. Sin embargo, finalmente el padre y el tío de Ramón Castillo viajaron a Cusco para incinerar el cadáver en un crematorio local. 

## Repercusiones legales
Solamente dos miembros de la secta de Colliguay sirvieron tiempo en cárcel: Natalia Guerra fue detenida por la Policía de Investigaciones de Chile en 2019 y sentenciada a cinco años de presidio, el cual fue cumplido en la prisión de mujeres de San Joaquín hasta que fue liberada condicionalmente en 2021. Pablo Undurraga Atria (nieto del político Luis Undurraga Correa), otro miembro de la secta, fue condenado a 5 años de prisión; Sirvió cuatro años antes de ser liberado condicionalmente. El resto de los miembros de la secta sirvieron su tiempo en libertad condicional.